# 京都

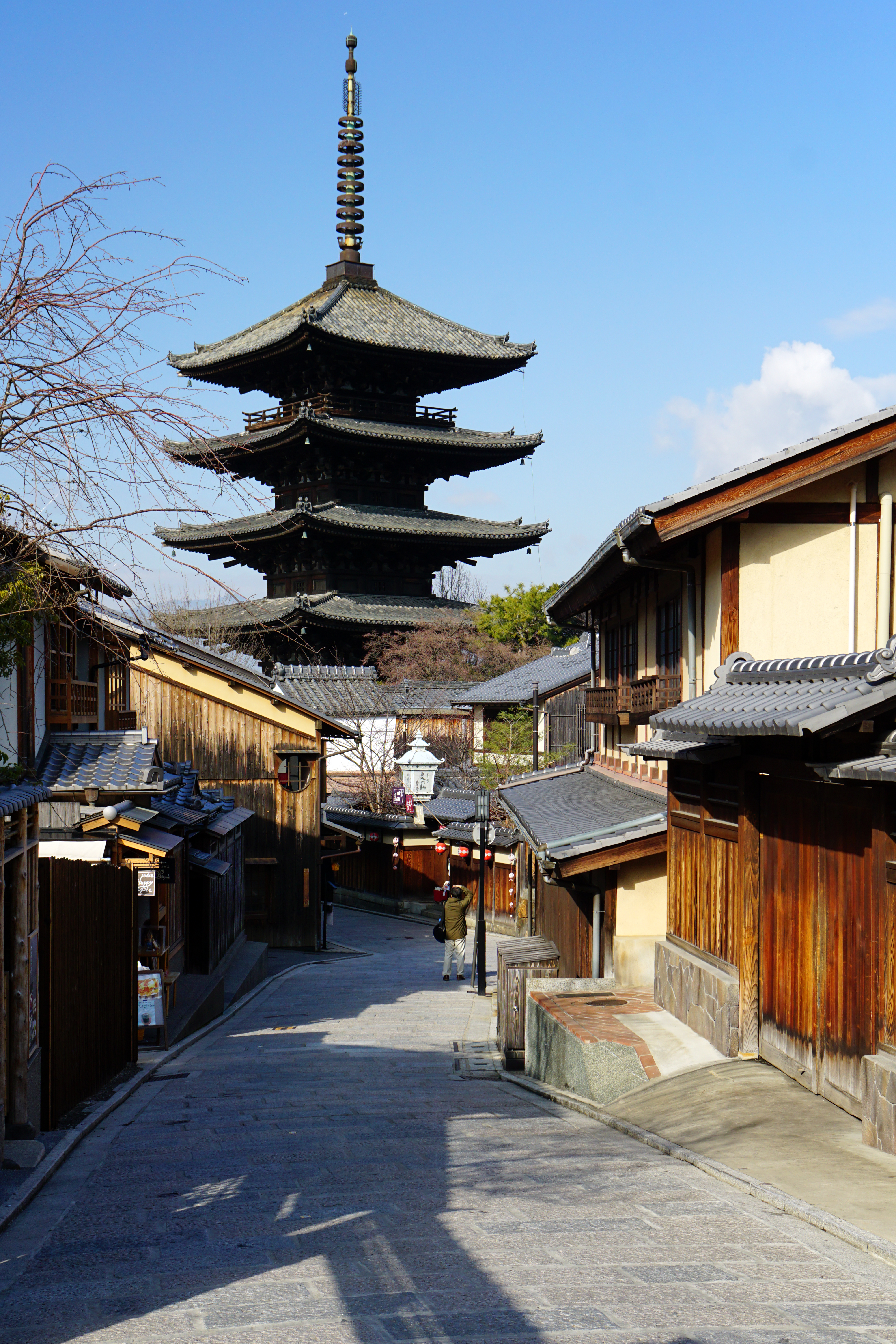
自八坂上町遠眺法觀寺

京都（日语：／ Kyōto）是位於日本近畿地方的都市，約等同於今日京都市的市中心區域。其歷史起於8世紀建立的「平安京」，於794年起被定為日本首都，此後發展成為日本中古及近世重要的政治與文化中心，至1869年遷都東京為止。歷經千年的發展，京都與東京並列為現今日本最具代表性的文化櫥窗。
在平安時代之前，飛鳥京和恭仁京等故都称为京都，平安京则是在平安时代後才定为都城，曾同时被称为“京”或“京都”。此后，曾依次被称为“京之都”（きょうのみやこ）、“京”（きょう）。京都最后成为平安京的固有名称被沿用下来。建都之时曾被称为“北京”、“北都”，相對於被稱為「南京」或「南都」的奈良（平城京）。

## 佈局
平安京在建设时仿照中國唐代西京长安城和东都洛阳城建設，但未修建城墻。城北为皇城和宫城，城南为外郭城。外郭城又分為東西兩部分：西側称「長安」（右京），東側稱「洛陽」（左京）。實際平安京建成之後，叫長安的右京因為地勢低窪多沼澤而迅速衰落，只有叫左京的洛陽人口增長並發展壯大，使得洛陽成為平安京的代名詞，這就是為什麼京都被稱為“京洛”的原因，所以后来称将军大名进京覲見天皇叫做“上洛”。

## 歷史

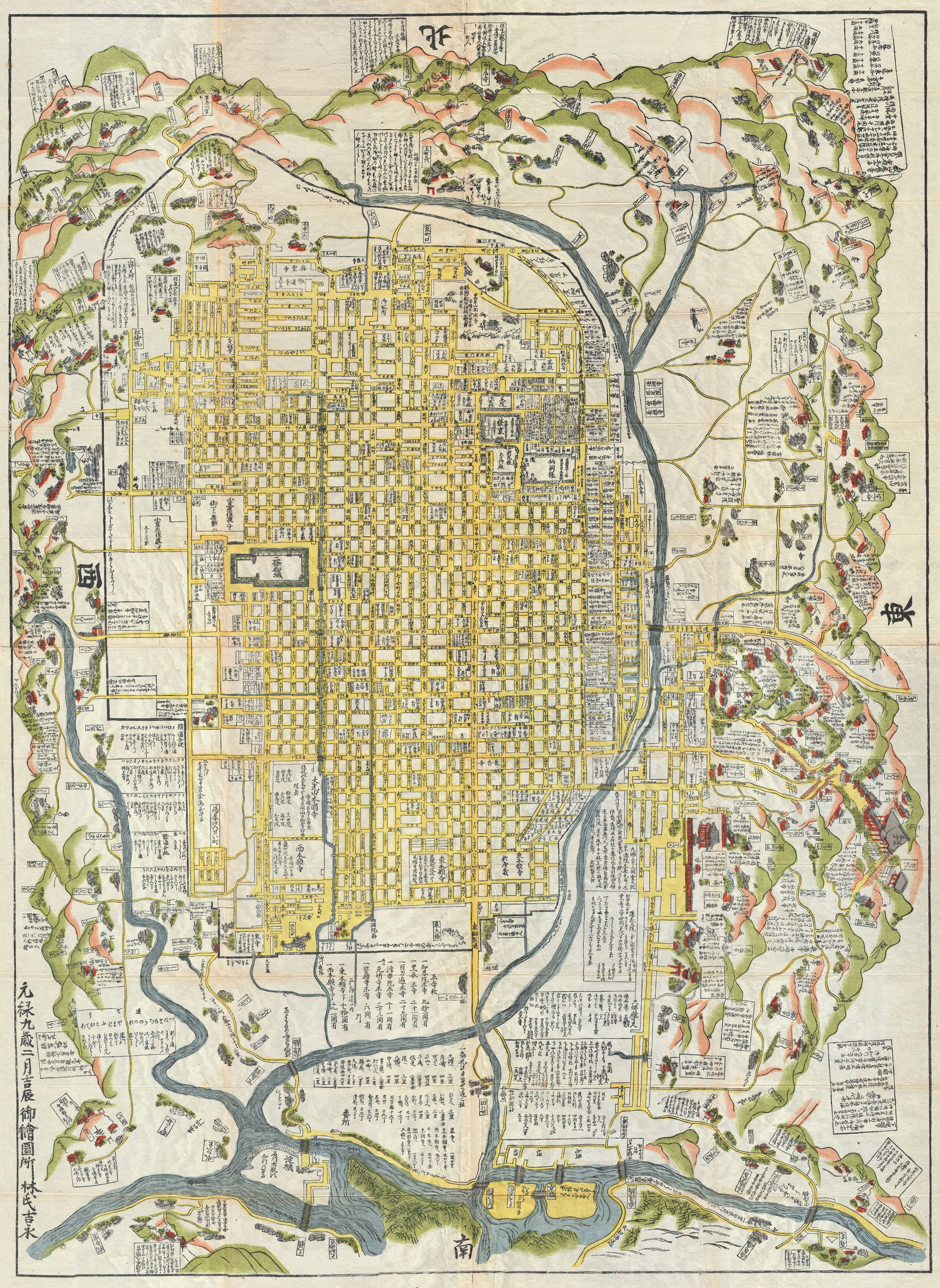
京都市街圖，元禄九年（1696年）

京都自桓武天皇時期，從長岡京遷到平安京以後開始發展。為了擺脫南都奈良一帶寺院勢力的影響，784年，長岡京的建設者藤原種繼遭到反對勢力的暗殺。京都也是天智系為了擺脫天武系而建設起來的都城（794年）。平安京是按照中國隋唐時代的京都格局設計出來的城市，隋唐洛阳城北有邙山，南有龍门山，東南方向洛水贯都。京都的四周被山所圍，東臨鴨川，西有桂川逶迤向南流過，內部模仿長安設計成長方形。現在的「千本路」即相當於當時的「朱雀大路」，而位於京城正北的是船岡山。
隨著平安律令逐漸式微，京都變成以鴨川和大內裏御所為中心的都市，在經濟上有所發展。鎌倉時代因政權轉移到鎌倉，相對其政治色彩日漸薄弱，而逐漸轉型成經濟城市。室町時代因為室町幕府位於京都，其政治色彩又開始復甦，另一方面為發展經濟，還衍生出所謂的「町眾」階層，是一種由富商及市紳所組成的自治團體。
在开启戰國時代的應仁之亂中，京都几乎被烧尽。此後京都不斷被捲入戰亂中，一時衰弱下來。這時候的京都，分為上京和下京。在這之後，在織田信長和豐臣秀吉的保護以及「町眾」的支持下，又逐漸復興。特別是豐臣秀吉對都城進行了大規模的改造，對散落在各處的寺院進行建設，現在在京都的都市構造中還能看到當時的痕跡。
17世紀政治中心轉移到江戶（今東京），京都人口超過50萬，成為繼江戶、大阪之後的日本第三大都市。明治維新以後設立京都府，將以前的京都分為「上京區」和「下京區」。1889年，上京區和下京區合併為京都府管轄下的京都市。
現在的京都市因為將周邊的村莊合併，以前京都的範圍嚴格的說僅是現在京都市內的一部分，和現在的京都府，京都市都有所不同，但京都這個稱呼一般就是指京都市。

## 圖片集

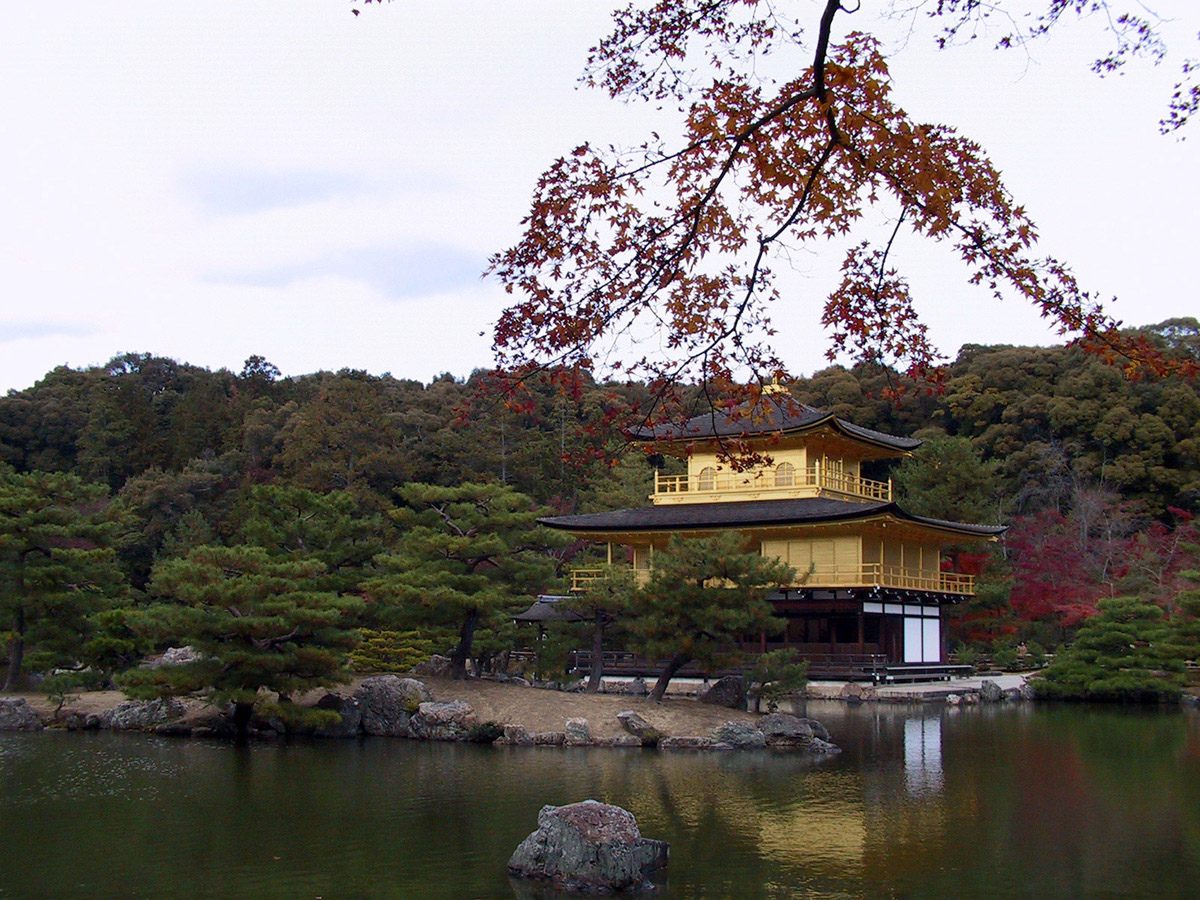
金閣寺紅葉狩
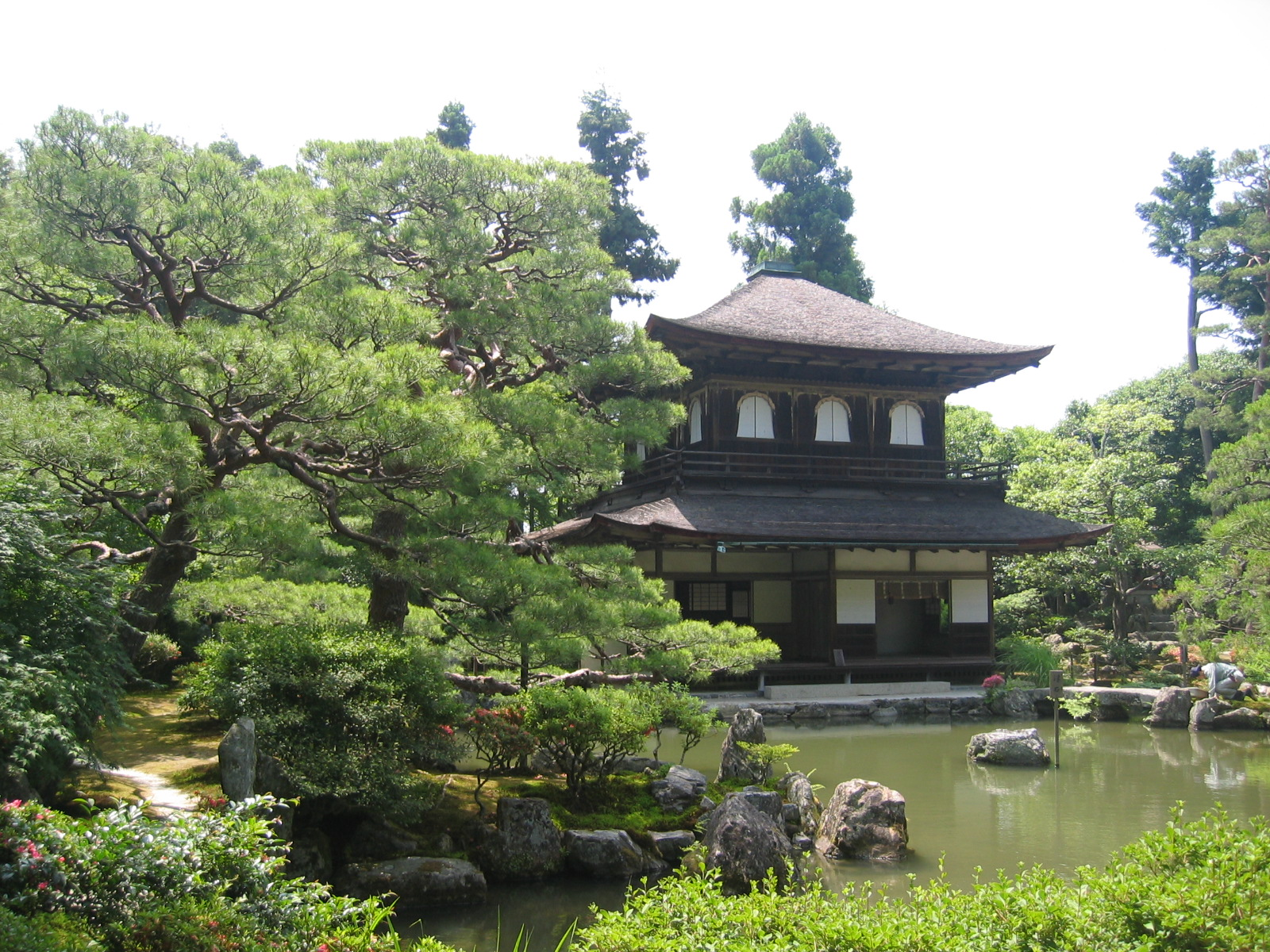
銀閣寺
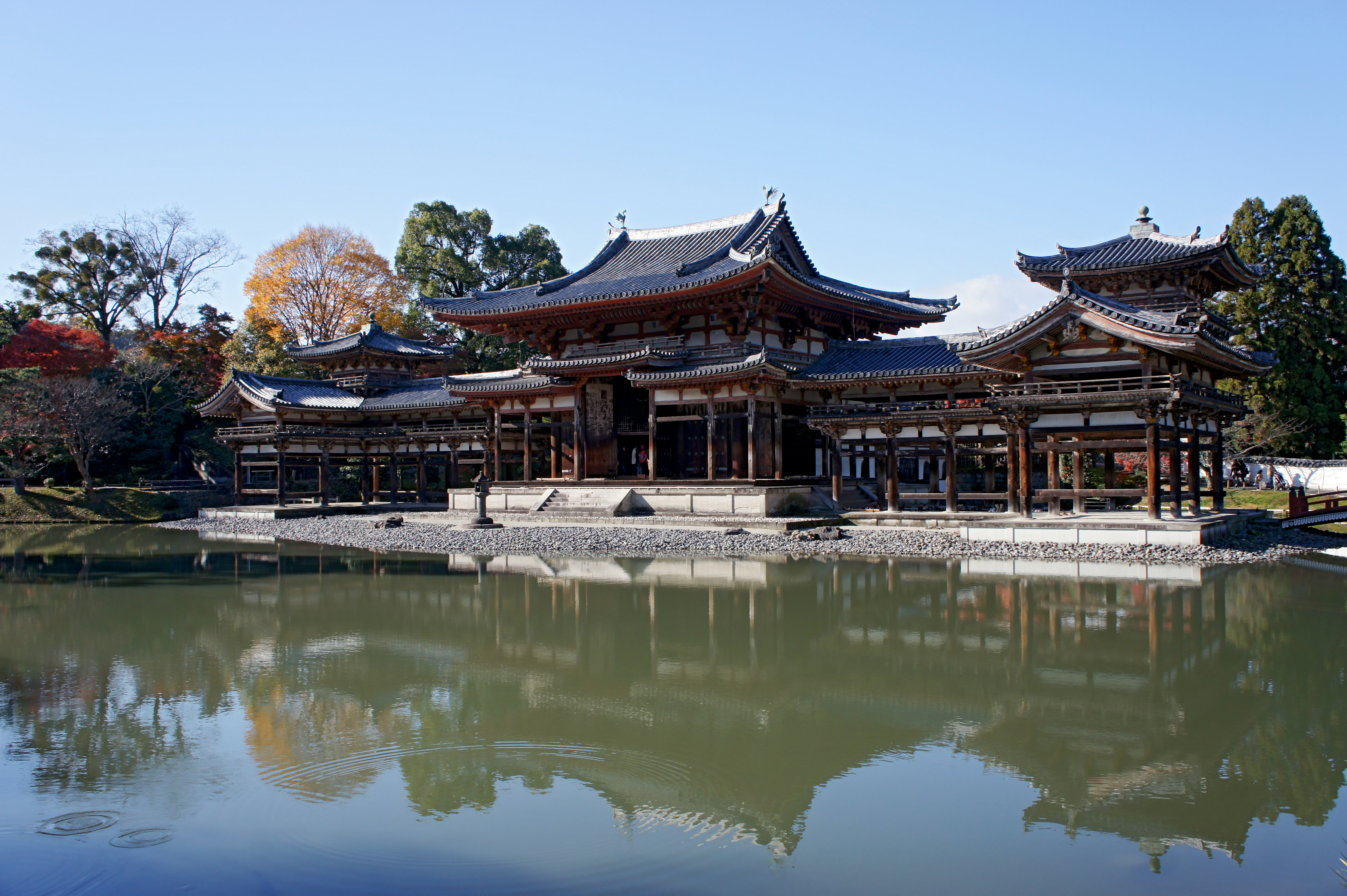
平等院鳳凰堂
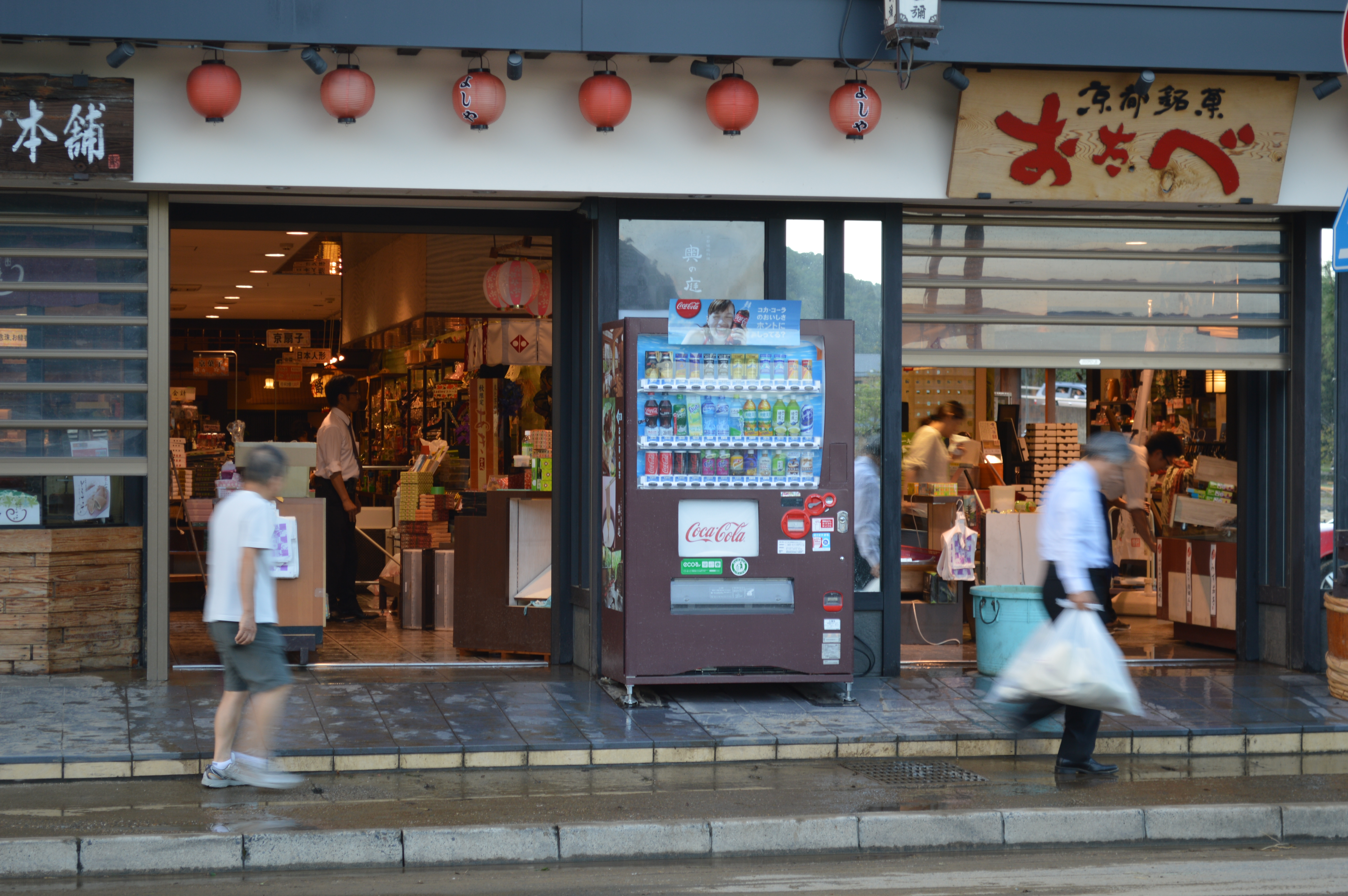
京都銘菓總店
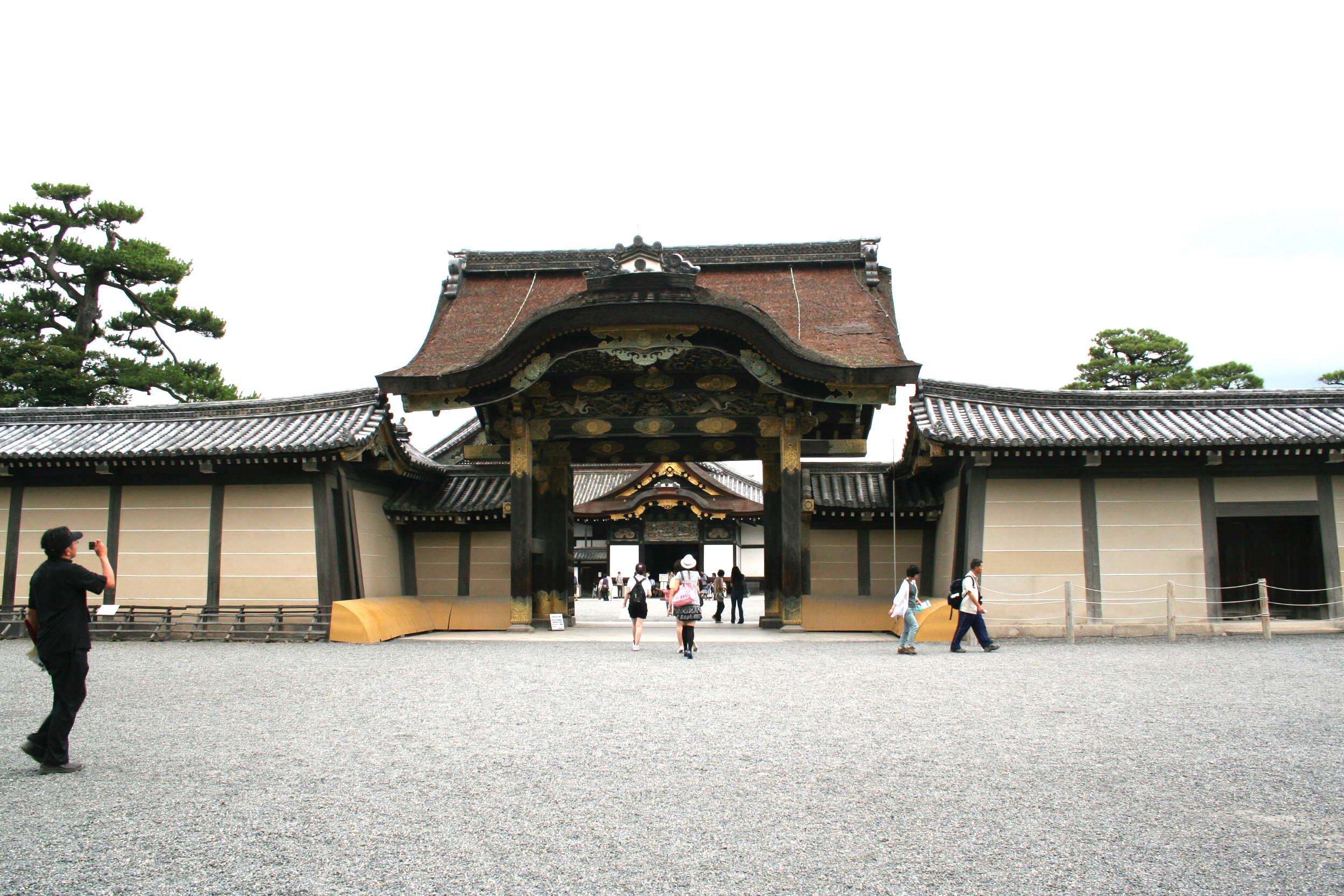
二条城唐門
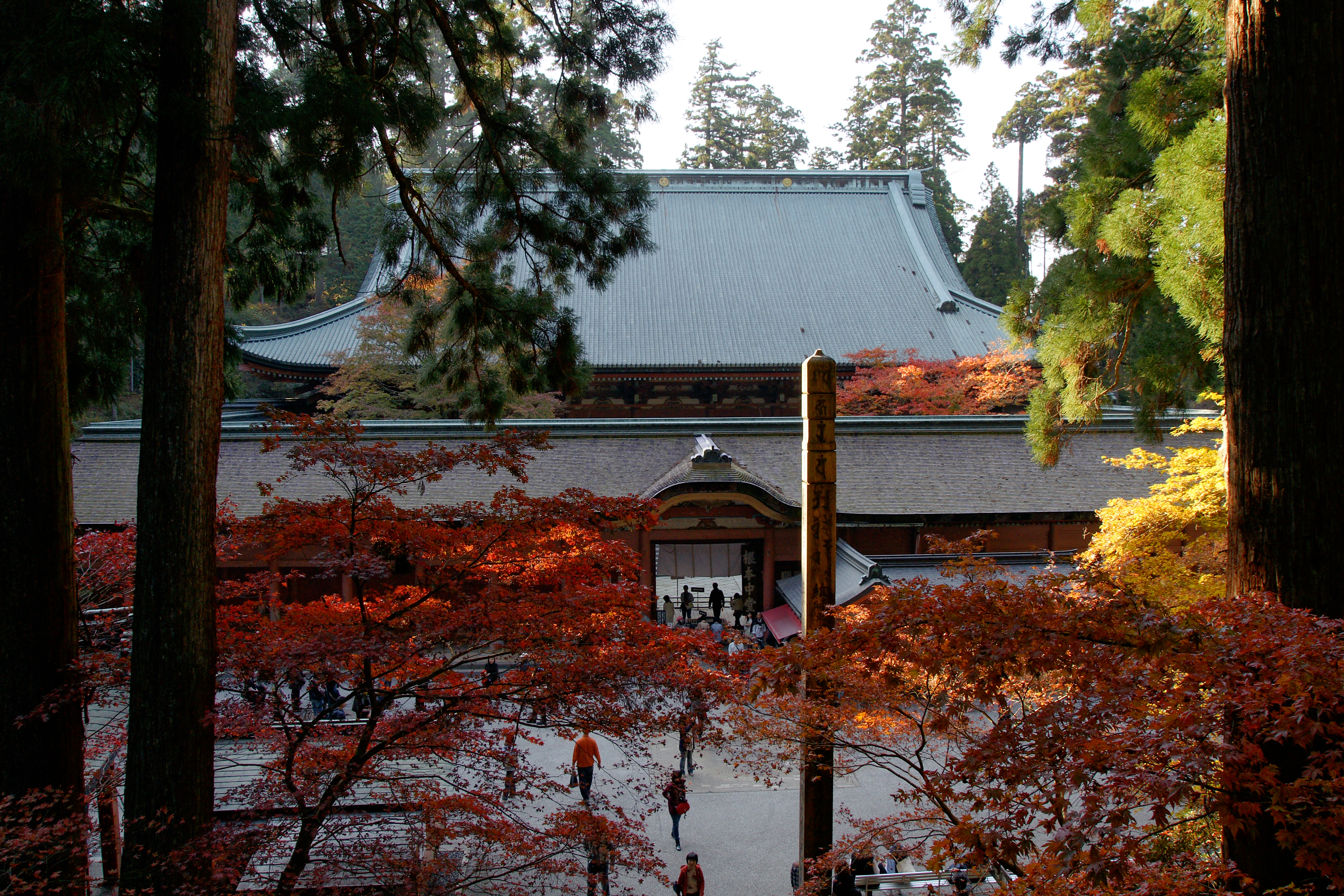
延暦寺根本中堂
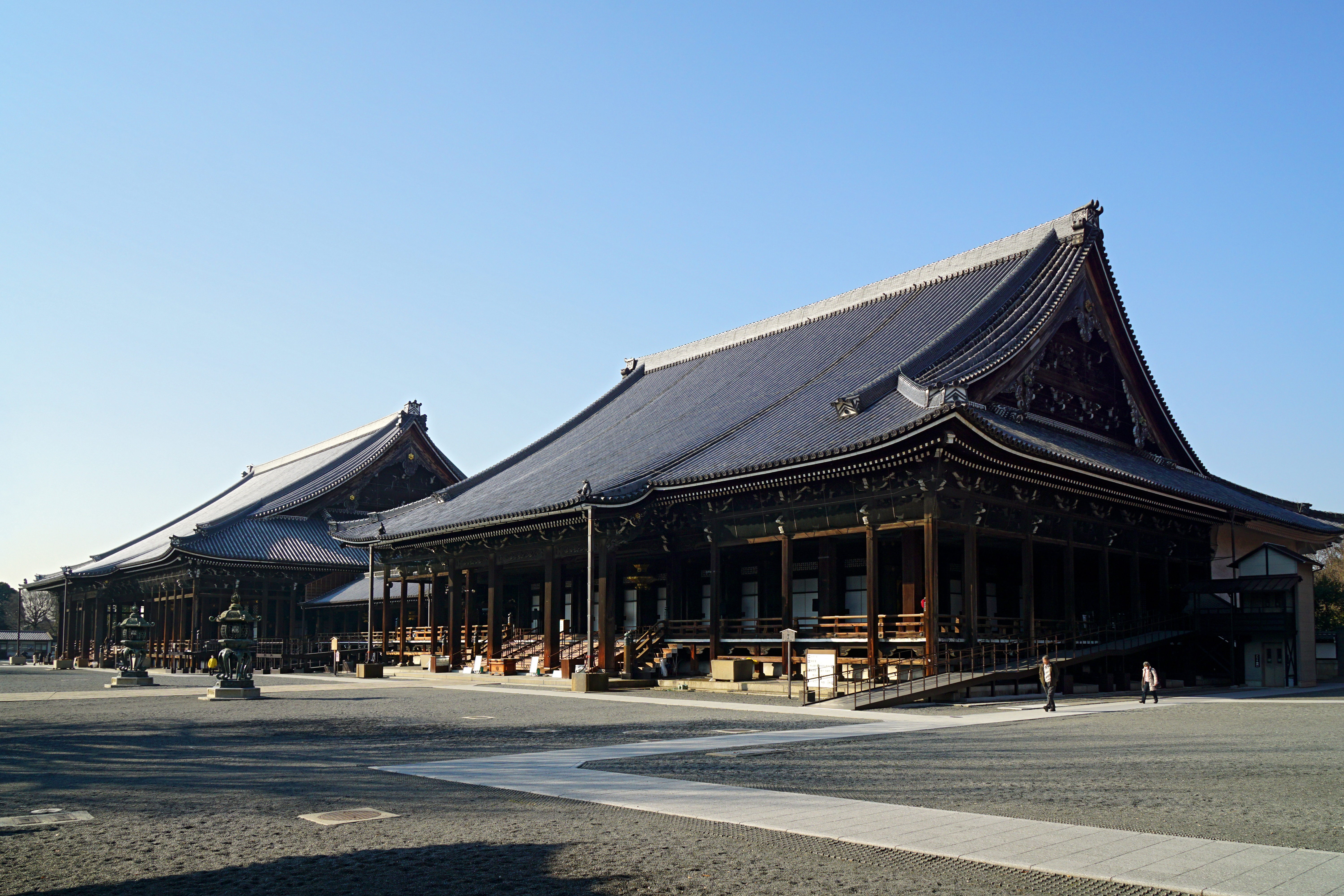
西本願寺阿弥陀堂
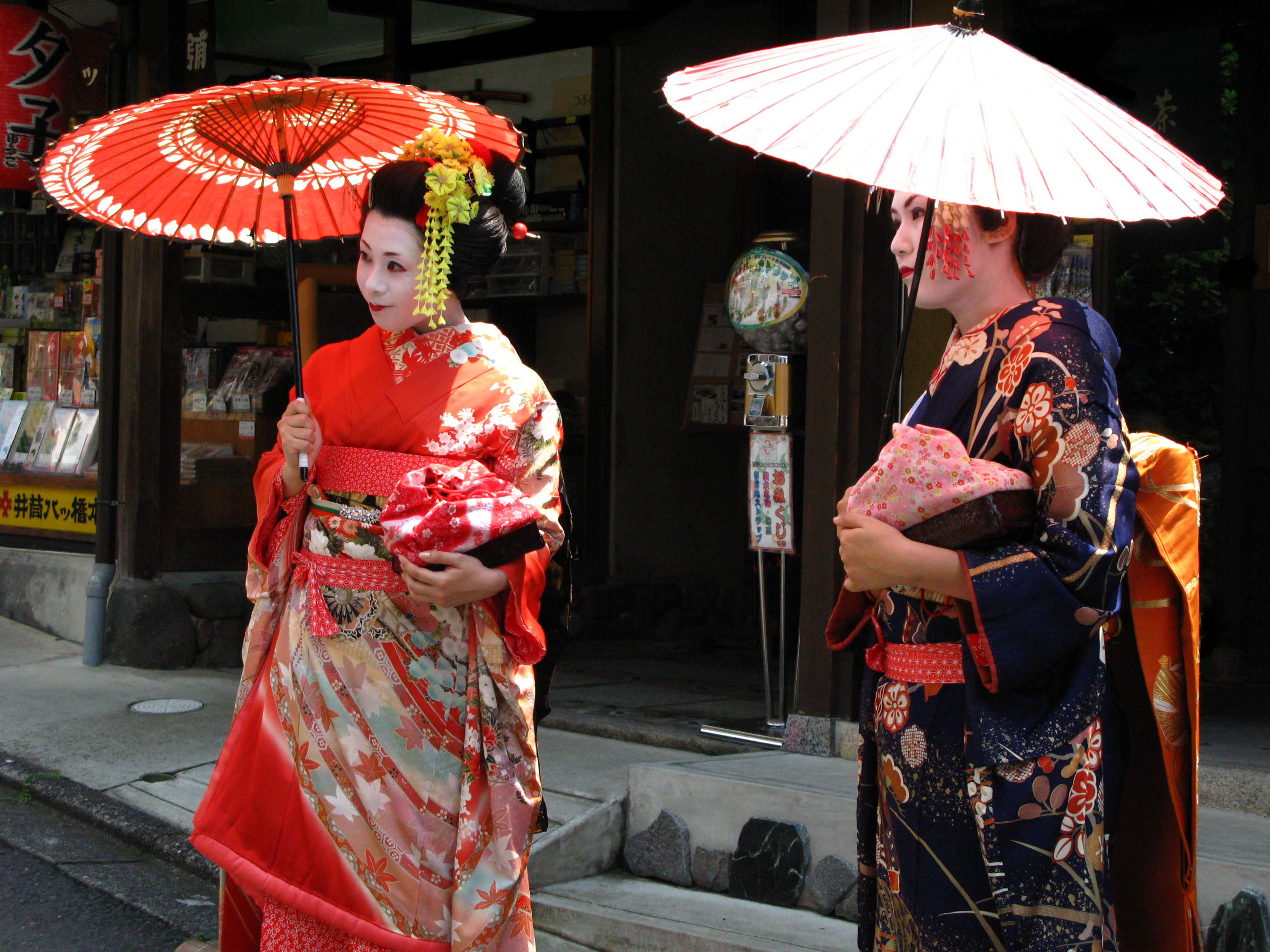
京都藝妓
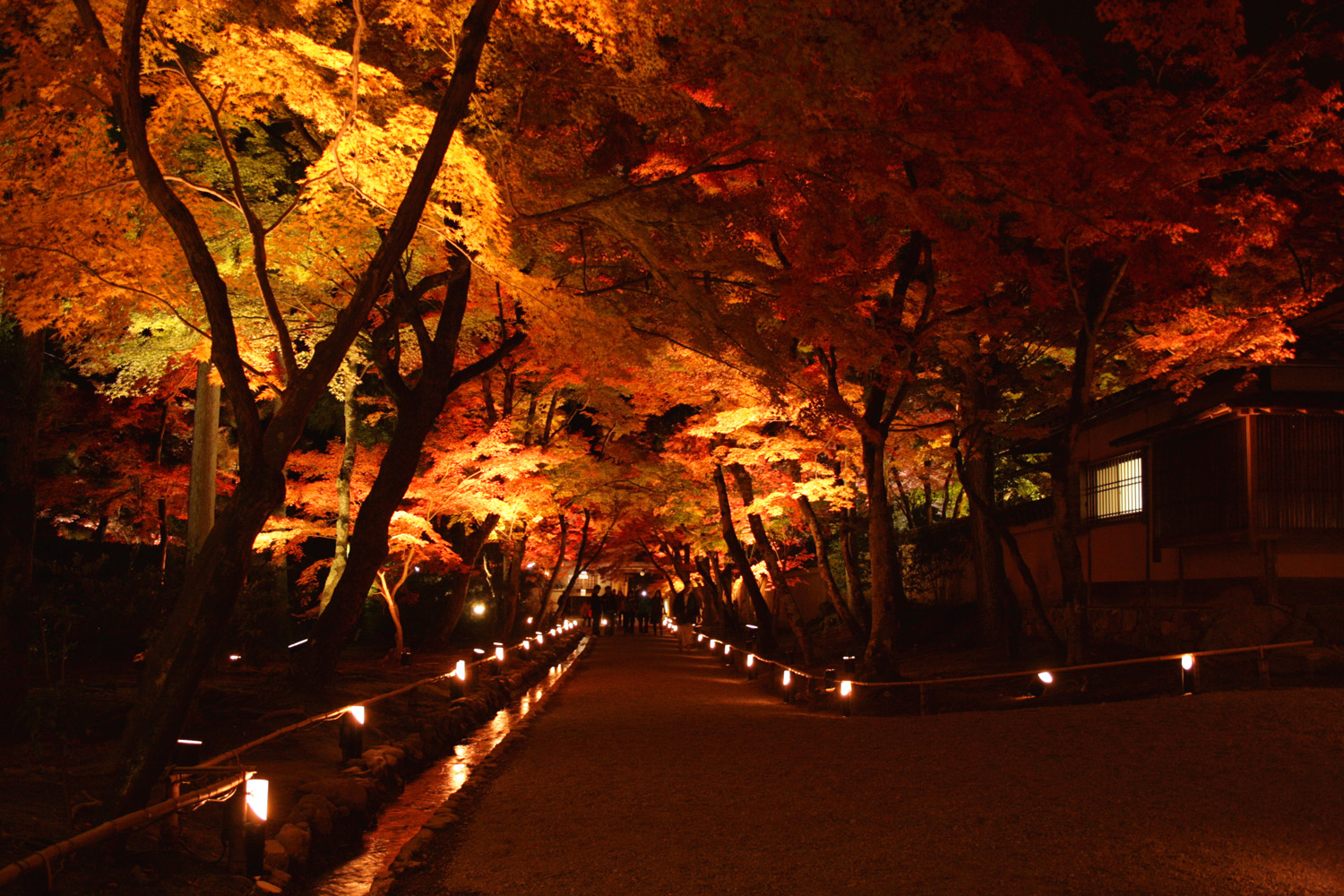
寶嚴院參道
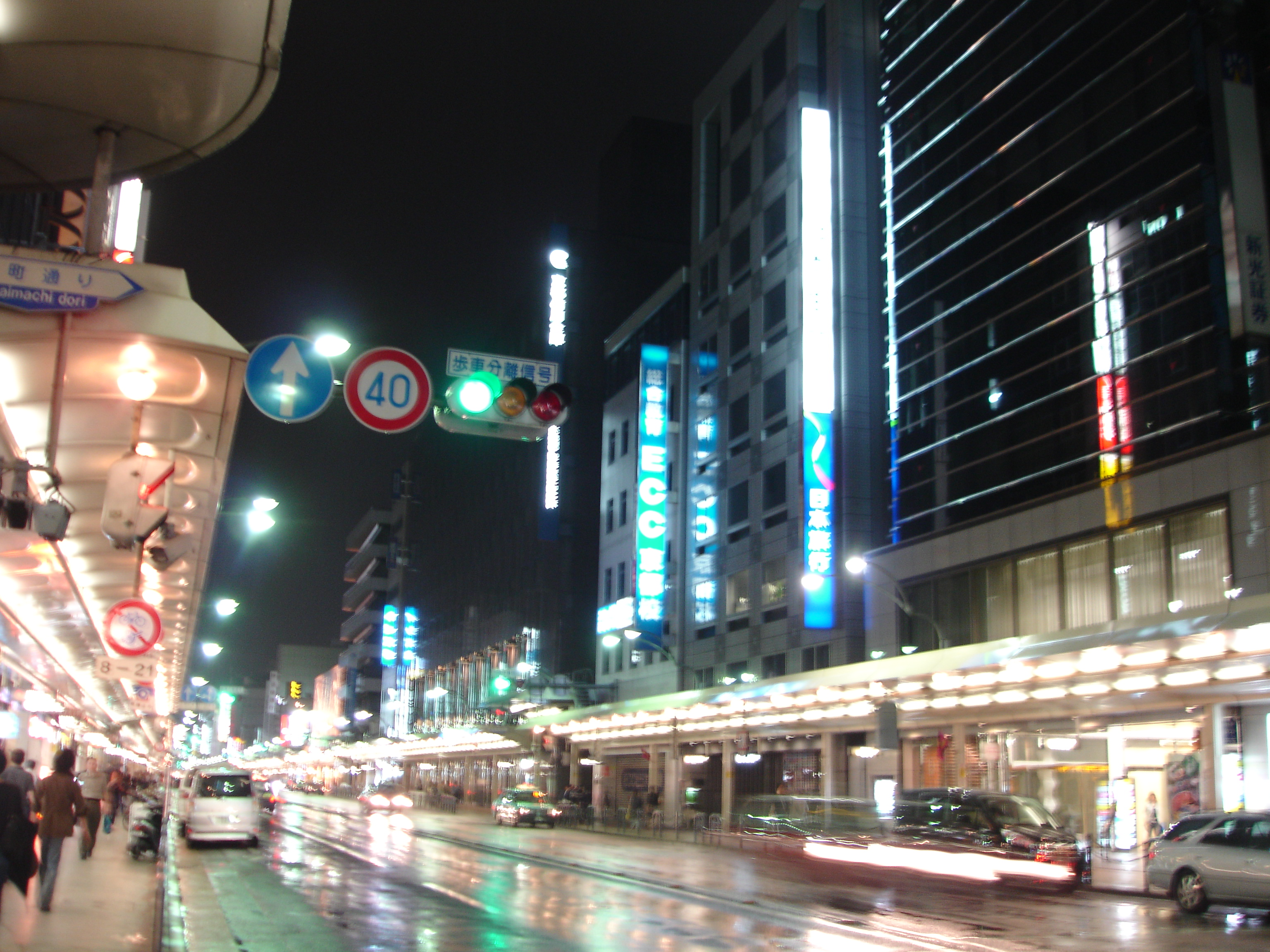
京都之夜

## 觀光景點
| - 京都御所 - 二條城 - 賀茂別雷神社（上賀茂神社） - 賀茂御祖神社（下鴨神社） - 平野神社 - 北野天滿宮 - 東本願寺 - 西本願寺 - 東寺 - 清水寺 - 平安神宮 | - 八坂神社 - 伏見稻荷大社 - 三十三間堂 - 大德寺 - 鹿苑寺（金阁寺） - 慈照寺（銀閣寺） - 妙心寺 - 龍安寺 - 仁和寺 - 桂離宮 - 修學院離宮 | - 三千院 - 鞍馬寺 - 醍醐寺 - 貴船神社 - 神護寺 - 南禪寺 - 永觀堂 - 平等院 - 岚山 - 渡月橋 - 大原 - 涉成園 |

## 外部連結
- 京都旅游指南 简体中文 （页面存档备份，存于） — City of Kyoto and Kyoto Tourism Council
- 京都旅遊指南 繁體中文 （页面存档备份，存于） — City of Kyoto and Kyoto Tourism Council